# Ontploffing van de Zandpoort

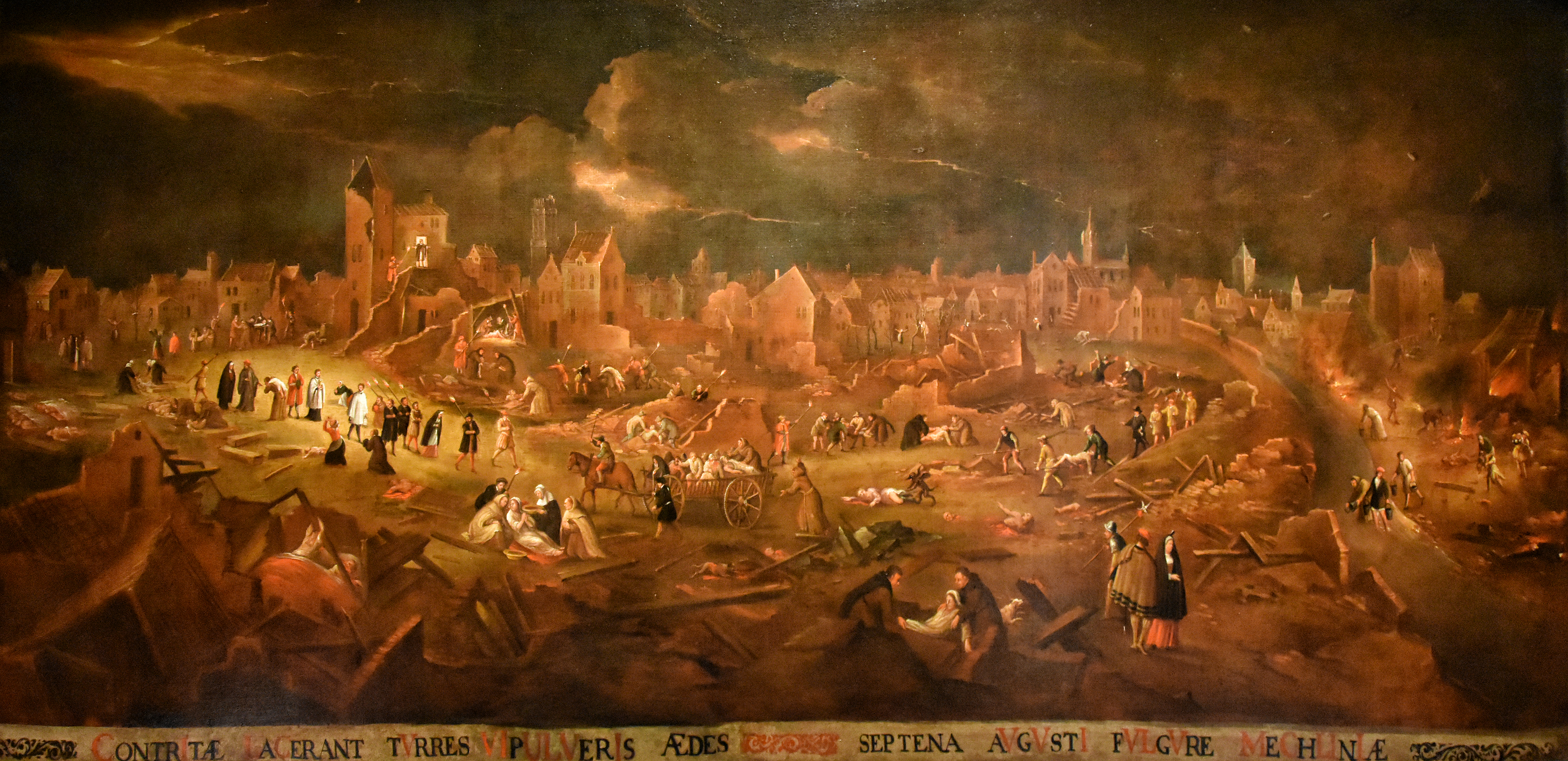
Ontploffing van de Zandpoort in 1546 (Jan Verhuyck, 1680-1681, Museum Hof van Busleyden)

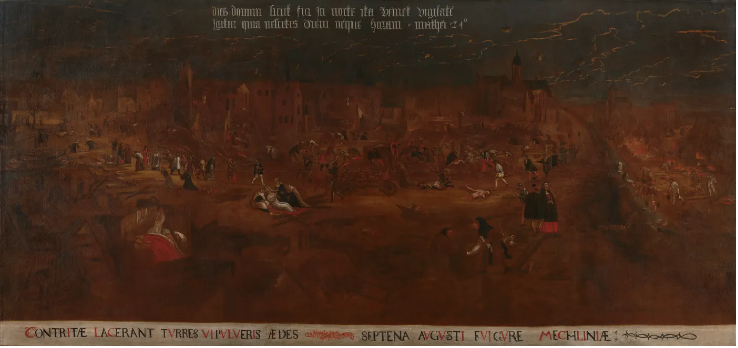
De ontploffing van de Zandpoort te Mechelen in de nacht van 6 op 7 augustus 1546 (Museum M, Leuven)

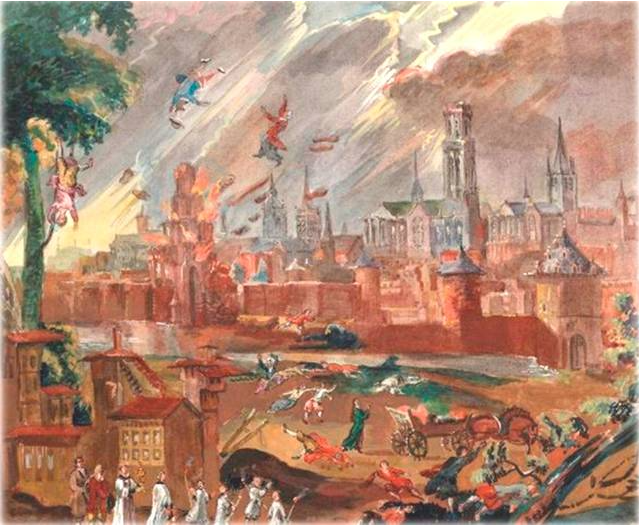
Anonieme aquarel naar het schilderij in de Sint-Pieter-en Paulkerk te Mechelen

De ontploffing van de Zandpoort vond plaats op 6 augustus 1546 in de stad Mechelen. Een blikseminslag leidde tot de ontploffing van het buskruit dat was opgeslagen in de voormalige stadspoort. Hierbij vielen ongeveer 200 doden en werd een groot deel van de stad vernield of beschadigd.

## Zandpoort
De Zandpoort was een middeleeuwse stadspoort die uitgaf op de wijk Nekkerspoel. Ze werd gebouwd in de tweede helft van de 13e eeuw als onderdeel van de tweede stadsomwalling van Mechelen. Na de opstand van de lakenmakers in Nekkerspoel in 1361 werd de poort gesloten. Ze werd dichtgemetseld en de brug over de stadsgracht werd afgebroken. In 1496 brandde de gesloten poort af die dienst deed als opslagruimte. In 1546 was de voormalige stadspoort een ruïne die gebruikt werd voor de opslag van buskruit.

## Ontploffing
In de nacht van 6 op 7 augustus 1546 tussen 22 en 23 uur sloeg de bliksem in op de Zandpoort en bracht het daar opgestapelde buskruit tot ontploffing. De ontploffing van ongeveer 40.000 kg buskruit (2.000 vaatjes) leidde tot een enorme verwoesting. Een groot deel van de stad lag in puin en er werden tussen 170 en 200 doden en 600 gewonden geteld. De poort en de stadsmuur op die plaats waren volledig verwoest. 800 huizen waren vernield, voornamelijk in de parochie Sint-Pieter-en-Paul binnen de muren en de wijk Nekkerspoel buiten de muren. Het voormalige paleis van Maria van Hongarije, dat ze net aan de stad had verkocht om er de Grote Raad in onder te brengen, was voor een groot stuk verwoest. Ook het augustijnenklooster werd zwaar beschadigd. Een steen die honderden meters weg werd geslingerd, wordt bewaard in het stadsdepot van Mechelen. Deze steen kreeg het opschrift:

in avgvsto de 7 dach dor spoeders kracht syn dese stenen hier binnen bracht an° 1546

## Gevolgen
Deze ramp was een belangrijke stap in de neergang van Mechelen. Mechelen was geen bestuurlijke hoofdstad van de Nederlanden meer nadat het hof in 1531 was verhuisd naar Brussel. In 1566 volgde de Beeldenstorm en in 1572 de Spaanse Furie.

## In woord en beeld
Van de ramp bestaan twee ooggetuigenverslagen, van Jan de Pau en Nicolaas Steylaert.
De ramp in het katholieke Mechelen werd in protestantse vlugschriften gezien als een straf van God. Er zijn twaalf pamfletten bekend die vooral in de Duitse landen werden verspreid.
De kronieken vertellen over de gevolgen van de ontploffing:

...door welcke kracht de mueren tot op den grondt afgheworpen werden/doo datter noch overblijfsel/noch teecken er werdt ghesien/als oft daer noyt toren oft ander ghebouw ghestaen en hadde...

Luigi Guicciardini bezocht de Nederlanden rond 1558. Hij beschreef de ramp in zijn Descrittione de tutti i Paese Bassi (1567, Nederlandse vertaling: Beschrijvinghe van alle de Nederlanden (1612)):

De inwoners van Mechelen dachten geruime tijd dat de Laatste Oordeelsdag was aangebroken, en dat de wereld aan het vergaan was.

Daarnaast zijn er vier schilderijen die de ramp weergeven. Deze werden gemaakt op basis van de ooggetuigenverslagen. Het oudste, De ontploffing van de Zandpoort te Mechelen in de nacht van 6 op 7 augustus 1546 door een anonieme kunstenaar, uit de 2e helft van de 16e eeuw behoort tot de collectie van Museum M (Leuven). Een kopie hiervan door Jan Verhuyck, Ontploffing van de Zandpoort in 1546, (1680-1681) behoort tot de collectie van het Museum Hof van Busleyden (Mechelen). Verder is er een schilderij in de Sint-Pieters-en-Pauluskerk te Mechelen.